# IFA-Group

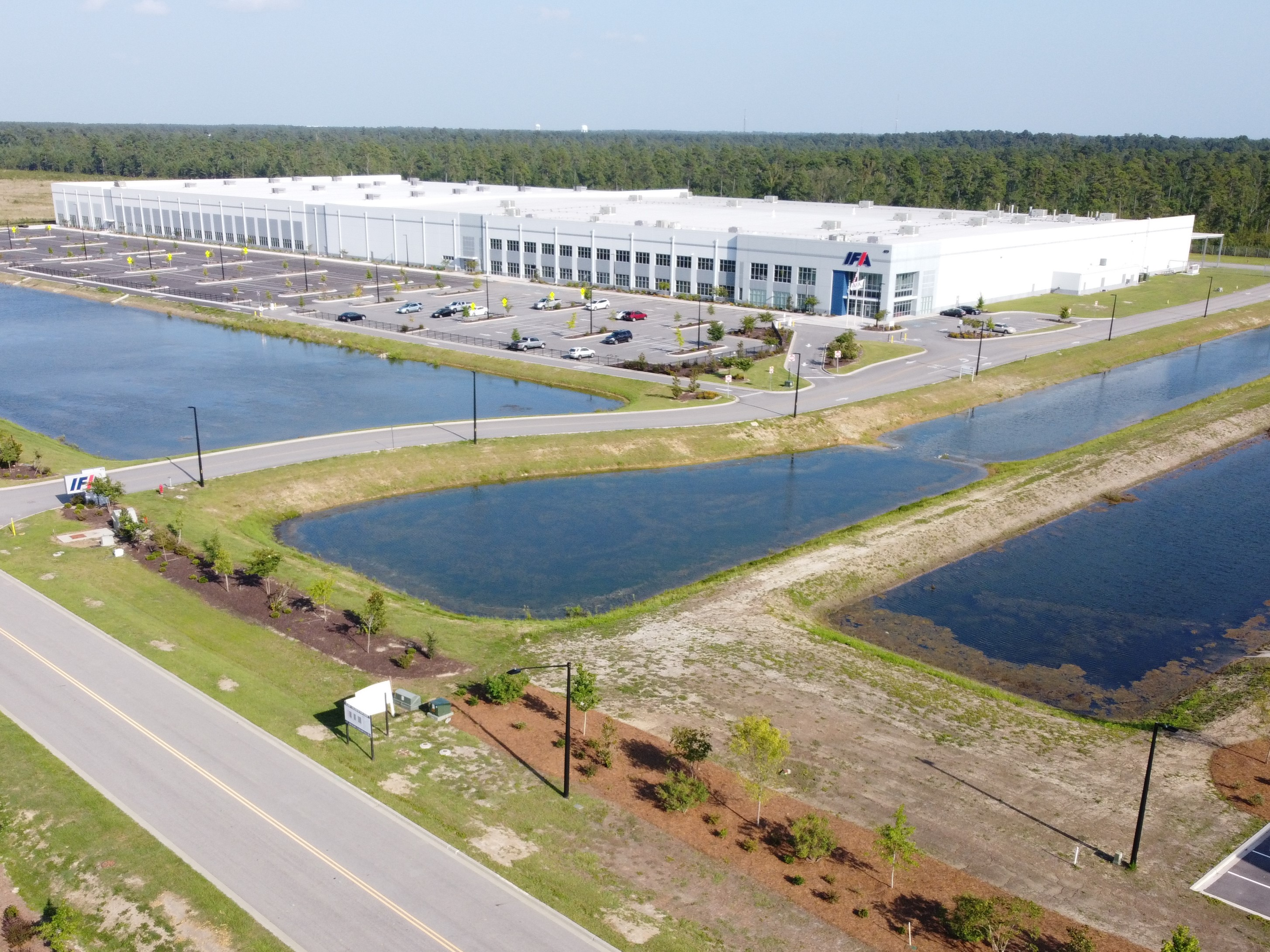
Werk in Charleston (South Carolina), Foto von 2020

Die IFA Holding GmbH mit Sitz in Haldensleben ist die Holding  der Unternehmensgruppe, die unter dem Namen IFA Group Kardanwellen und Seitenwellen für die Automobilindustrie entwickelt, produziert und vertreibt. Die Gruppe besteht aus insgesamt acht Unternehmen und verfügt über Produktionsstätten in Europa, Asien und Amerika (Stand: Ende 2022).

## Produkte
Die IFA Group bietet Längswellen, Seitenwellen, Gelenke und weitere Komponenten für Automobilhersteller an. Im Bereich der Längswellen ist die Unternehmensgruppe schon seit vielen Jahren tätig; seit 2017 hat sie die Produktion von Seitenwellen aufgebaut, auch um den Wandel zur E-Mobilität mitzugestalten.

## Organisation, Leitung, Personal
Die IFA Group bestand Ende 2022 aus acht Unternehmen; vier von ihnen haben ihren Sitz im Ausland. Das österreichische Tochterunternehmen, das schon 2022 nicht mehr operativ tätig war, wurde im Folgejahr liquidiert. Die IFA Holding GmbH leitet die Gruppe und veröffentlicht den Konzernabschluss. Standorte des Unternehmens finden sich in Deutschland (Haldensleben, Hanau), Polen (Ujazd), den Vereinigten Staaten (Charleston (South Carolina), Novi (Michigan)) und China (Shanghai).
Die Geschäftsführung der Holding und damit die oberste Leitung der Gruppe, besteht aus zwei Personen: Stefan Bultmann und Jan-Christoph Maser. Ende 2022 waren 2.257 Personen in Unternehmen der Gruppe beschäftigt (ohne Auszubildende).

## Geschichte

### Von der Gründung bis zur Wende
Im Jahr 1959 wurde der VEB IFA-Gelenkwellenwerk Haldensleben, genannt „IFA-Gelenkwelle“ gegründet. Es handelte sich um einen Zulieferbetrieb des DDR-Fahrzeug- und Maschinenbaus, der zum VEB IFA-Kombinat Nutzkraftwagen Ludwigsfelde gehörte, welcher wiederum Bestandteil des Industrieverbands Fahrzeugbau der DDR (IFA) war. Bis zur Wende produzierte das Werk Bauteile für Personenkraftwagen und landwirtschaftliche Maschinen, unter anderem für den Achsantrieb des LKW IFA W50. Auch in der Bundesrepublik gab es Abnehmer, beispielsweise Klöckner-Humboldt-Deutz und Fendt.

### Nachwendejahre und Expansion

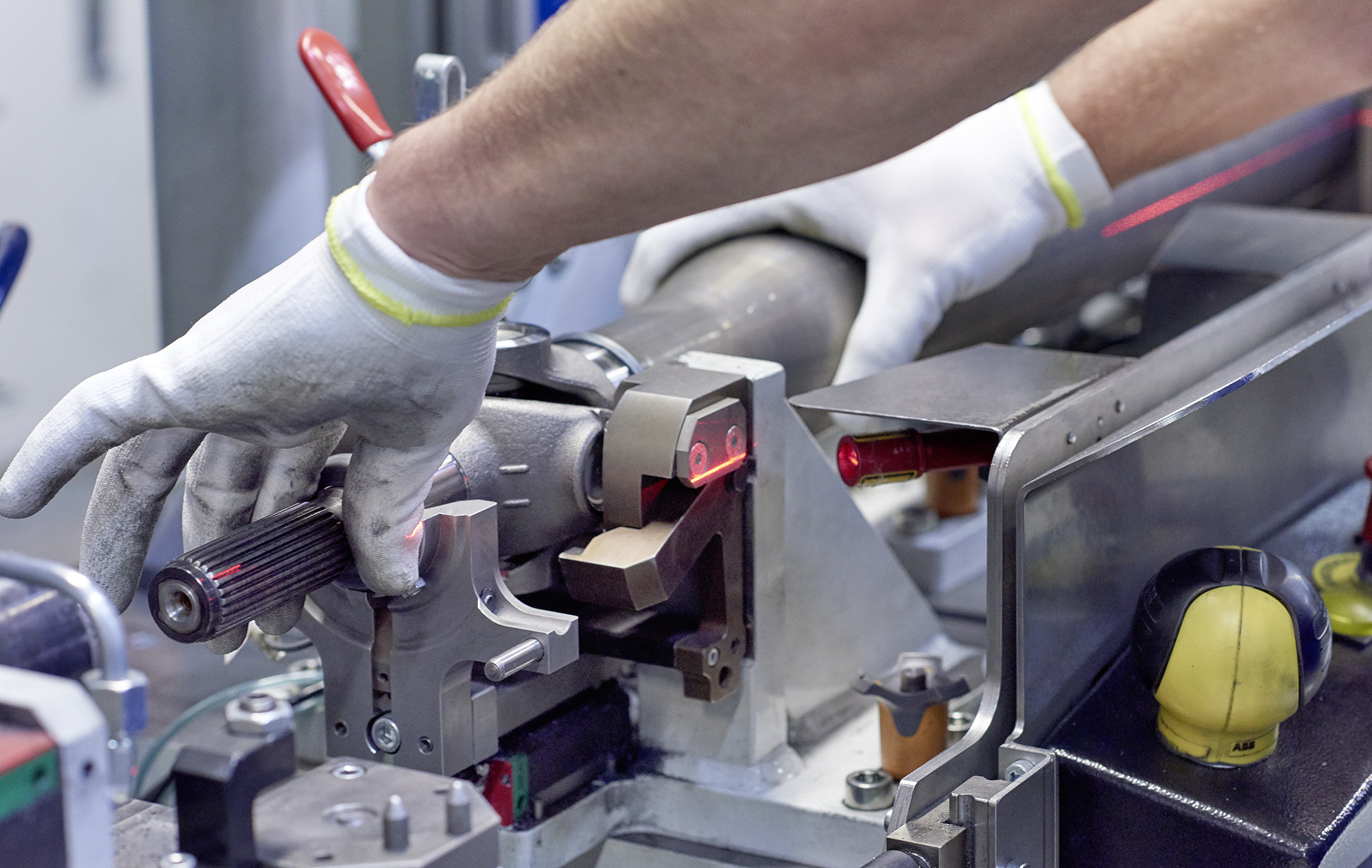
Arbeit im Werk der IFA Group in Haldensleben 2016: Prägen eines Kreuzgelenks für eine Längswelle. Der Positionslaser unterstützt bei der Ausrichtung der Verzahnung des Zapfens

Das Unternehmen wurde in eine GmbH umgewandelt und von der Treuhandanstalt verwaltet. Heinrich von Nathusius übernahm es 1992. Zugleich gelang es, Volkswagen als Kunden zu gewinnen. In den Folgejahren kamen weitere Hersteller wie BMW, DaimlerChrysler, Audi und Porsche hinzu. Die eigenen Kapazitäten wurden 2002 mit der Eröffnung eines weiteren Gelenkwellen-Werks in Gardelegen deutlich erweitert. Zudem schloss das Unternehmen 2006 eine strategische Allianz mit der japanischen NTN. 2009 erwarb das Unternehmen von Tognum die Mehrheit an deren Gelenkwellensparte Rotorion (Tognum blieb zunächst mit 25 Prozent beteiligt); damit verbunden war die Integration eines Rotorion-Werks in Charleston (South Carolina). Fünf Jahre später eröffnete die IFA Group eine Produktionsstätte in Shanghai. 2016 übernahm das Unternehmen schließlich die Seitenwellen-Produktion von Daimler und nahm im Jahr darauf in Polen ein Werk für Seitenwellen in Betrieb.

### Krise und Turnaround
2018 wurde bekannt, dass die Unternehmerfamilie von Nathusius einen Käufer für die IFA Group suchte. Im Jahr darauf erwirkten die Banken die Übergabe der Firmenanteile der Familie von Nathusius an den Sanierungstreuhänder Arndt Geiwitz. Als Ursache der Krise galten überambitionierte Wachstumspläne, Anlaufschwierigkeiten im neuen polnischen Werk sowie Probleme nach Erweiterung bestehender Produktionsstätten. Anfang 2019 wurde ein Sanierungsmanager bestellt, unter dessen Regie das Unternehmen in den folgenden dreieinhalb Jahren wieder gesundete.
Die zum Jahresende 2021 bekannt gemachte Übernahme der IFA Group durch die Münchener Beteiligungsgesellschaft AEQUITA wurde im Mai 2022 abgeschlossen. Durch Kostensenkungen, Veränderungen in der Produktion und durch einen Großauftrag erzielte die Gruppe 2023 erstmals wieder Gewinne.